# Jonatán Hajdu
Jonatán Hajdu, född 28 juni 1996 i Budapest, är en ungersk kanotist.

## Karriär
Hajdu började paddla 2005. Vid VM i Moskva 2014 tog han brons i C-1 200 meter stafett tillsammans med Dávid Korisánszky, Ádám Lantos och Péter Nagy. Vid olympiska sommarspelen 2016 i Rio de Janeiro slutade Hajdu på andra plats i B-finalen i C-1 200 meter, vilket var totalt 10:e plats i tävlingen.
2017 tog Hajdu och Ádám Fekete brons i C-2 200 meter vid EM i Plovdiv och brons i samma gren vid VM i Račice. 2019 tog de båda silver i C-2 500 meter vid VM i Szeged. Vid VM i Köpenhamn 2021 tog Hajdu och Fekete silver i C-2 500 meter.